# Washington Redskins 1991
La stagione 1991 dei Washington Redskins è stata la 60ª della franchigia nella National Football League e la 55ª a Washington.
I Redskins venivano da due stagioni consecutive con un record di 10–6 e tentavano di accedere ai playoff per il secondo anno consecutivo. La squadra finì con il disputare una delle migliori stagioni della storia. Washington vinse un record di franchigia di 14 partite, il miglior record della lega, e le uniche due sconfitte giunsero contro avversari di division per cinque punti complessivi. La stagione si concluse con la squadra che venne incoronata campione del mondo, battendo i Buffalo Bills nel Super Bowl XXVI.
I Redskins guidarono la lega in punti segnati con 485 ed ebbero anche la seconda miglior difesa in termini di punti subiti (224) nel 1991. Anche il loro differenziale di palloni guadagnati/persi (+18) fu il migliore della NFL. Nel 2016, Chris Chase di USA Today classificò la squadra come la migliore di sempre a vincere un Super Bowl. Al 2021 questa è l'ultima apparizione del club in una finale di conference o in un Super Bowl.
Il sito di statistiche Football Outsiders ha classificato i Redskins del 1991 come la miglior squadra mai analizzata (a partire dal 1986).

## Roster
| Roster dei Washington Redskins nel 1991 |
| --- |
| Quarterback - 10 Jeff Rutledge - 11 Mark Rypien - 16 Stan Humphries Running Back - 21 Earnest Byner - 32 Ricky Ervins - 30 Brian Mitchell - 37 Gerald Riggs Wide Receiver - 81 Art Monk - 84 Gary Clark - 86 Stephen Hobbs - 83 Ricky Sanders Tight End - 82 John Brandes - 88 James Jenkins - 87 Ron Middleton - 89 Terry Orr - 85 Don Warren Offensive Linemen - 61 Mark Adickes G - 53 Jeff Bostic C - 68 Russ Grimm C - 66 Joe Jacoby T - 79 Jim Lachey T - 63 Raleigh McKenzie G - 69 Mark Schlereth G - 76 Ed Simmons T Defensive Linemen - 99 Jason Buck DE - 97 Jumpy Geathers DE - 78 Tim Johnson DT - 74 Markus Koch DE - 71 Charles Mann DE - 60 Fred Stokes DE - 75 Eric Williams DT - 94 Bobby Wilson DT Linebacker - 50 Ravin Caldwell - 51 Monte Coleman - 55 Andre Collins - 54 Kurt Gouveia - 57 Matt Millen - 58 Wilber Marshall Defensive Back - 26 Danny Copeland SS - 27 Brad Edwards FS - 28 Darrell Green CB - 47 A. J. Johnson CB - 45 Sidney Johnson - 35 Martin Mayhew CB - 20 Alvoid Mays - 31 Clarence Vaughn - 40 Alvin Walton SS Special Team - 2 Kelly Goodburn P - 8 Chip Lohmiller K Lista delle riserve - 65 Ray Brown G (IR) - 6 Cary Conklin QB (IR) - 29 David Gulledge DB (IR) - 80 Keenan McCardell WR (IR) |
| Legenda - I rookie sono in corsivo. - Il primo ruolo è il principale mentre gli eventuali successivi indicano i ruoli secondari. - (IR) sta per Injured Reserve ed indica la lista ristretta per un solo giocatore infortunato che può tornare ad allenarsi dopo la settimana 6 e a rientrare in prima squadra dopo che questa ha giocato 8 partite. - (NF-Inj.) / (NF-Ill.) stanno rispettivamente per Non-Football Injured e Non-Football Illness ed indicano le liste dove viene inserito un giocatore che ha un infortunio o una malattia non dipendente dal football americano. - (PUP) sta per Physically Unable to Perform ed indica la lista dove viene inserito un giocatore mentre è in attesa di recuperare la condizione fisica. Nella stagione regolare dopo la sesta partita giocata dalla propria squadra, il giocatore ha tempo tre settimane per riprendere ad allenarsi, più tre settimane aggiuntive dal suo rientro agli allenamenti per rientrare in prima squadra. |

## Calendario
| Stagione regolare |                    |                        |                    |                    |                                    |                    |
| Turno             | Data               | Avversario             | Risultato          | Record             | Stadio                             | Sintesi            |
| 1                 | 1 settembre        | Detroit Lions          | V 45–0             | 1–0                | Robert F. Kennedy Memorial Stadium | Recap              |
| 2                 | 9 settembre        | at Dallas Cowboys      | V 33–31            | 2–0                | Texas Stadium                      | Recap              |
| 3                 | 15 settembre       | Phoenix Cardinals      | V 34–0             | 3–0                | Robert F. Kennedy Memorial Stadium | Recap              |
| 4                 | 22 settembre       | at Cincinnati Bengals  | V 34–27            | 4–0                | Riverfront Stadium                 | Recap              |
| 5                 | 30 settembre       | Philadelphia Eagles    | V 23–0             | 5–0                | Robert F. Kennedy Memorial Stadium | Recap              |
| 6                 | 6 ottobre          | at Chicago Bears       | V 20–7             | 6–0                | Soldier Field                      | Recap              |
| 7                 | 13 ottobre         | Cleveland Browns       | V 42–17            | 7–0                | Robert F. Kennedy Memorial Stadium | Recap              |
| 8                 | Settimana di pausa | Settimana di pausa     | Settimana di pausa | Settimana di pausa | Settimana di pausa                 | Settimana di pausa |
| 9                 | 27 ottobre         | at New York Giants     | V 17–13            | 8–0                | Giants Stadium                     | Recap              |
| 10                | 3 novembre         | Houston Oilers         | V 16–13 (dts)      | 9–0                | Robert F. Kennedy Memorial Stadium | Recap              |
| 11                | 10 novembre        | Atlanta Falcons        | V 56–17            | 10–0               | Robert F. Kennedy Memorial Stadium | Recap              |
| 12                | 17 novembre        | at Pittsburgh Steelers | V 41–14            | 11–0               | Three Rivers Stadium               | Recap              |
| 13                | 24 novembre        | Dallas Cowboys         | S 21–24            | 11–1               | Robert F. Kennedy Memorial Stadium | Recap              |
| 14                | 1 dicembre         | at Los Angeles Rams    | V 27–6             | 12–1               | Anaheim Stadium                    | Recap              |
| 15                | 8 dicembre         | at Phoenix Cardinals   | V 20–14            | 13–1               | Sun Devil Stadium                  | Recap              |
| 16                | 15 dicembre        | New York Giants        | V 34–17            | 14–1               | Robert F. Kennedy Memorial Stadium | Recap              |
| 17                | 22 dicembre        | at Philadelphia Eagles | S 22–24            | 14–2               | Veterans Stadium                   | Recap              |

Note: gli avversari della propria division sono in grassetto.

### Playoff
| Playoff         |                                           |                                           |                                           |                                           |                                           |                                           |                                           |                                           |                                           |                                           |                                           |
| Turno           | Data                                      | Avversario (seed)                         | Risultato                                 | Stadio                                    | Pubblico                                  | Sintesi                                   |                                           |                                           |                                           |                                           |                                           |
| Wild Card       | Qualificati direttamente al secondo turno | Qualificati direttamente al secondo turno | Qualificati direttamente al secondo turno | Qualificati direttamente al secondo turno | Qualificati direttamente al secondo turno | Qualificati direttamente al secondo turno | Qualificati direttamente al secondo turno | Qualificati direttamente al secondo turno | Qualificati direttamente al secondo turno | Qualificati direttamente al secondo turno | Qualificati direttamente al secondo turno |
| Divisional      | 4 gennaio                                 | Atlanta Falcons (6)                       | V 24 –7                                   | 1–0                                       | Robert F. Kennedy Memorial Stadium        | Recap                                     |                                           |                                           |                                           |                                           |                                           |
| Championship    | 12 gennaio                                | Detroit Lions (2)                         | V 41–10                                   | 2–0                                       | Robert F. Kennedy Memorial Stadium        | Recap                                     |                                           |                                           |                                           |                                           |                                           |
| Super Bowl XXVI | 26 gennaio                                | Buffalo Bills (A1)                        | V 37–24                                   | 3–0                                       | Hubert H. Humphrey Metrodome              | Recap                                     |                                           |                                           |                                           |                                           |                                           |

## Classifiche
| NFC East                |    |    |   |      |     |      |     |     |     |
|                         | V  | S  | P | %    | DIV | CONF | PF  | PS  | STR |
| (1) Washington Redskins | 14 | 2  | 0 | .875 | 6–2 | 10–2 | 485 | 224 | S1  |
| (5) Dallas Cowboys      | 11 | 5  | 0 | .688 | 5–3 | 8–4  | 342 | 310 | V5  |
| Philadelphia Eagles     | 10 | 6  | 0 | .625 | 5–3 | 6–6  | 285 | 244 | V1  |
| New York Giants         | 8  | 8  | 0 | .500 | 3–5 | 5–7  | 281 | 297 | V1  |
| Phoenix Cardinals       | 4  | 12 | 0 | .250 | 1–7 | 3–11 | 196 | 344 | S8  |

## Premi
- Mark Rypien:

MVP del Super Bowl